# Carrer de la Plateria (l'Arboç)
El Carrer de la Plateria és un carrer del municipi de l'Arboç inclòs en l'Inventari del Patrimoni Arquitectònic de Catalunya. Aquest carrer és perpendicular al carrer Major, està comprès exactament entre el carrer Major i el carrer Jussà i corre paral·lel al carrer dels Missers. La seva principal característica és que és molt estret i ombrívol. No té cap resta notable que ens recordi el call jueu que emplaçava. La seva importància és totalment històrica.
La primera notícia de l'existència d'un call jueu és del 1317 en un document de Jaume el Just dirigit al batlle de Barcelona, on diu que en pagament a les fortes despeses a les quals contribuïren el pobles de l'Arboç i del lloc de Puiggraner, els concedeix que s'ho puguin cobrar durant set anys dels jueus existents a la vila. Més tard i com premi a l'ajut que la vila oferí a Pere el Cerimoniós durant la guerra amb Castella li són concedides l'establiment de deu cases (habitacions a famílies de jueus) per tal que contribueixen a les càrregues i despeses de la vila (1366). El document era només vigent durant deu anys. El grup de jueus s'instal·là al carrer de la Plateria, que agafà aquest nom segurament perquè alguns dels jueus treballaven en aquest sector, el treball de la plata. A l'època dels Reis Catòlics foren expulsats, però molts d'ells es convertiren i continuaren a l'Arboç.